# مونت بارکر، استرالیای جنوبی
مونت بارکر (به انگلیسی: Mount Barker) یک شهرک در استرالیا است که در استرالیای جنوبی واقع شده‌است.